# Пфофельд
Пфофельд (нем. Pfofeld) — община в Германии, в земле Бавария. 
Подчиняется административному округу Средняя Франкония. Входит в состав района Вайссенбург-Гунценхаузен. Подчиняется управлению Гунценхаузен.  Население составляет 1502 человека (на 31 декабря 2010 года). Занимает площадь 23,88 км².
Коммуна подразделяется на 3 сельских округа.

## Население
По оценке на 31 декабря 2015 года население общины Пфофельд составляет 1528 чел. 

| Дата      | 1840 | 1871 | 1900 | 1925 | 1939 | 1950 | 1961 | 1970 | 1987 | 2011 |
| --------- | ---- | ---- | ---- | ---- | ---- | ---- | ---- | ---- | ---- | ---- |
| Население | 869  | 1048 | 958  | 946  | 976  | 1872 | 1441 | 1259 | 1180 | 1478 |

| Год       | 1960 | 1970 | 1980 | 1990 | 2000 | 2009 | 2010 | 2011 | 2012 | 2013 | 2014 | 2015 |
| --------- | ---- | ---- | ---- | ---- | ---- | ---- | ---- | ---- | ---- | ---- | ---- | ---- |
| Население | 1313 | 1255 | 1256 | 1197 | 1540 | 1487 | 1502 | 1484 | 1489 | 1474 | 1490 | 1528 |